# Vladimir di Starica
Vladimir Andreevič (Mosca, 1533 – Aleksandrov, 9 ottobre 1569) fu cugino di Ivan il Terribile e ultimo principe con appannaggi di Russia.

## Biografia
Figlio unico di Andrej di Starica e della principessa lituana Efrosin'ja Chovanskaja, Vladimir trascorse la sua fanciullezza a Mosca, sotto la stretta sorveglianza dei genitori. Nel 1542, ritornò nei territori amministrati dal padre, Starica e Vereja. Qui, dopo la morte del genitore, imprigionato per tradimento da Elena Glinskaja, madre di Ivan il Terribile, visse in relativa tranquillità.

Durante una grave malattia di Ivan IV, quando lo zar era incosciente e si disperava di tenerlo in vita, molti boiardi rifiutarono di giurare fedeltà a suo figlio, ancora in fasce, e decisero di porre Vladimir sul trono di Russia. Ivan invece si salvò e, volendo controllare il cugino, siglò con lui un trattato con il quale lo zar imponeva a Vladimir di vivere a Mosca, sotto scorta e con l'assoluto divieto di avere qualsiasi sorta di contatto con i boiardi. Nel caso Ivan fosse morto, Vladimir sarebbe stato in cambio nominato reggente fino alla maggiore età del figlio dello zar. 

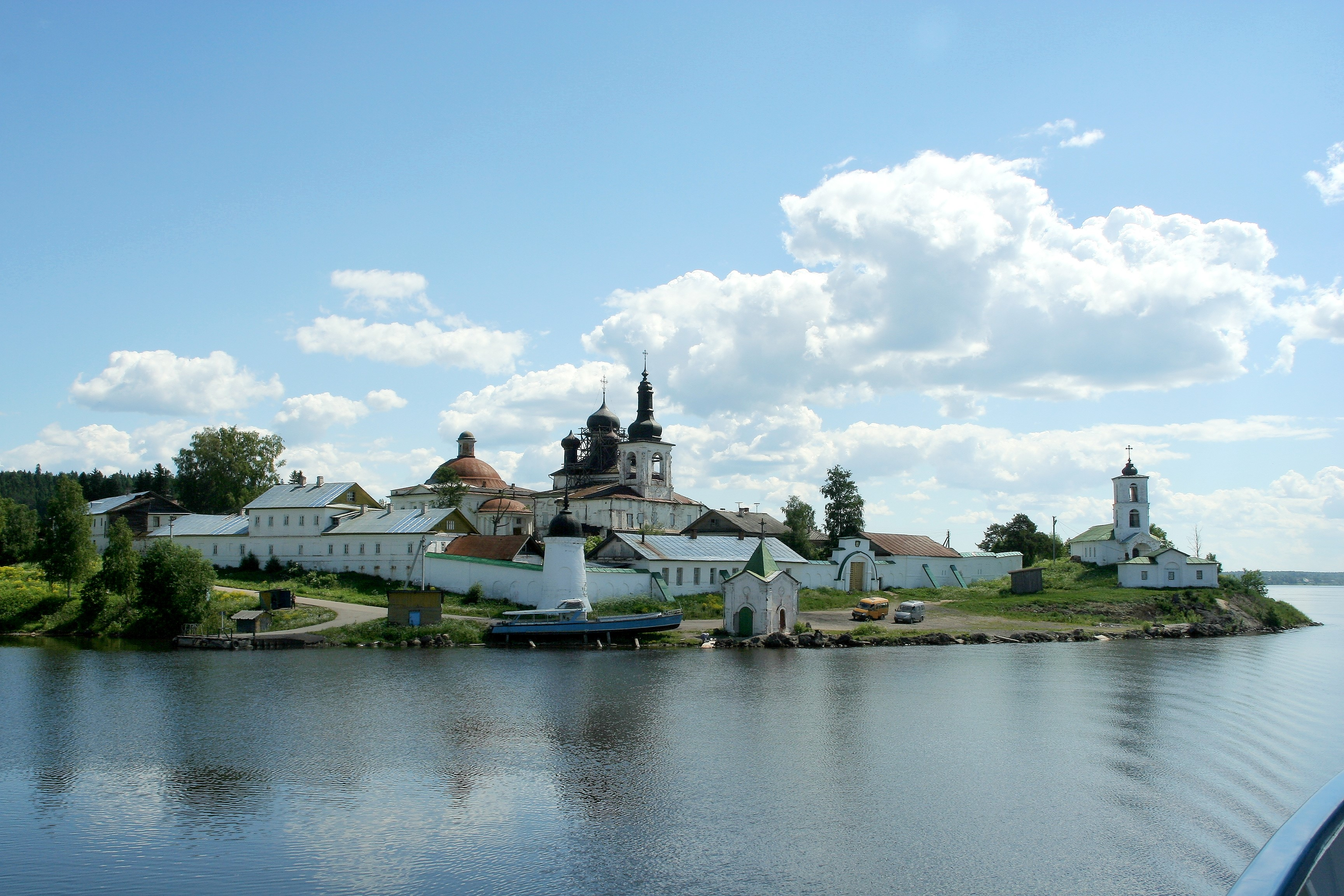
Il monastero di Gorickij, costruito dagli antenati di Vladimir

Dopo che la madre di Vladimir fu costretta a prendere il velo e i boiardi suoi sostenitori furono esiliati, Ivan decise di permettere a Vladimir di sposarsi, nel 1555, con la principessa Evdokija Romanovna Odoevskaja. Con l'inizio dell'Opričnina, tuttavia, Ivan riprese a dubitare fortemente sulla lealtà del cugino. Nel 1564 gli Opričniki bruciarono il palazzo moscovita di Vladimir, a cui furono inoltre confiscate la maggior parte delle terre per ordine dello zar. Nel 1569 Vladimir e il figlio furono costretti da Maljuta Skuratov, capo degli Opričniki, a bere del veleno nella residenza reale di Aleksandrov. Sua madre e sua moglie, rinchiuse nel convento di Gorickij nell'Oblast' di Vologda, furono affogate con la forza nel fiume Šeksna alcuni giorni dopo.
In un'ottica più ampia l'esecuzione della famiglia di Vladimir fu una delle cause dell'estinzione della dinastia dei Rurik e della crisi dinastica che verrà a verificarsi con il periodo dei torbidi.

## Ascendenza
|                                  |                              |                                                | Genitori                                 |  |  | Nonni |  |  | Bisnonni                           |  |  | Trisnonni                                   |  |
|                                  |                              |                                                |                                          |  |  |       |  |  | Basilio II, gran principe di Mosca |  |  | Basilio I di Russia, gran principe di Mosca |  |
|                                  |                              |                                                |                                          |  |  |       |  |  | Basilio II, gran principe di Mosca |  |  | Basilio I di Russia, gran principe di Mosca |  |
|                                  |                              | Sofia di Lituania                              |                                          |  |  |       |  |  | Basilio II, gran principe di Mosca |  |  |                                             |  |
| Ivan III, gran principe di Mosca |                              |                                                |                                          |  |  |       |  |  | Basilio II, gran principe di Mosca |  |  |                                             |  |
|                                  |                              | Marija di Borovsk                              | Jaroslav Vladimirovič                    |  |  |       |  |  |                                    |  |  |                                             |  |
|                                  |                              | Marija di Borovsk                              | Jaroslav Vladimirovič                    |  |  |       |  |  |                                    |  |  |                                             |  |
|                                  |                              | Marija di Borovsk                              | Marija Feodorovna Goltjaeva Koškina      |  |  |       |  |  |                                    |  |  |                                             |  |
| Andrej di Starica                |                              | Marija di Borovsk                              |                                          |  |  |       |  |  |                                    |  |  |                                             |  |
|                                  |                              | Tommaso Paleologo, basileus titolare dei Romei | Manuele II Paleologo, basileus dei Romei |  |  |       |  |  |                                    |  |  |                                             |  |
|                                  |                              | Tommaso Paleologo, basileus titolare dei Romei | Manuele II Paleologo, basileus dei Romei |  |  |       |  |  |                                    |  |  |                                             |  |
|                                  |                              | Tommaso Paleologo, basileus titolare dei Romei | Elena Dragaš                             |  |  |       |  |  |                                    |  |  |                                             |  |
| Sofia Paleologa                  |                              | Tommaso Paleologo, basileus titolare dei Romei |                                          |  |  |       |  |  |                                    |  |  |                                             |  |
|                                  |                              | Caterina Zaccaria                              | Centurione II Zaccaria, principe d'Acaia |  |  |       |  |  |                                    |  |  |                                             |  |
|                                  |                              | Caterina Zaccaria                              | Centurione II Zaccaria, principe d'Acaia |  |  |       |  |  |                                    |  |  |                                             |  |
|                                  |                              | Caterina Zaccaria                              | Creusa Tocco                             |  |  |       |  |  |                                    |  |  |                                             |  |
| Vladimir di Starica              |                              | Caterina Zaccaria                              |                                          |  |  |       |  |  |                                    |  |  |                                             |  |
|                                  | Fëdor Vasilyevich Chovanskij | Vasily Fedorovich Chovanskij                   |                                          |  |  |       |  |  |                                    |  |  |                                             |  |
|                                  | Fëdor Vasilyevich Chovanskij | Vasily Fedorovich Chovanskij                   |                                          |  |  |       |  |  |                                    |  |  |                                             |  |
|                                  | Fëdor Vasilyevich Chovanskij | …                                              |                                          |  |  |       |  |  |                                    |  |  |                                             |  |
| Andrej Fedorovich Chovanskij     | Fëdor Vasilyevich Chovanskij |                                                |                                          |  |  |       |  |  |                                    |  |  |                                             |  |
|                                  |                              | …                                              | …                                        |  |  |       |  |  |                                    |  |  |                                             |  |
|                                  |                              | …                                              | …                                        |  |  |       |  |  |                                    |  |  |                                             |  |
|                                  |                              | …                                              | …                                        |  |  |       |  |  |                                    |  |  |                                             |  |
| Efrosin'ja Chovanskaja           |                              | …                                              |                                          |  |  |       |  |  |                                    |  |  |                                             |  |
|                                  |                              | Pyotr Borisovich Borozdin                      | Boris Zakharyevich Borozdin              |  |  |       |  |  |                                    |  |  |                                             |  |
|                                  |                              | Pyotr Borisovich Borozdin                      | Boris Zakharyevich Borozdin              |  |  |       |  |  |                                    |  |  |                                             |  |
|                                  |                              | Pyotr Borisovich Borozdin                      | …                                        |  |  |       |  |  |                                    |  |  |                                             |  |
| Petrovna Borozdin                |                              | Pyotr Borisovich Borozdin                      |                                          |  |  |       |  |  |                                    |  |  |                                             |  |
|                                  |                              | …                                              | …                                        |  |  |       |  |  |                                    |  |  |                                             |  |
|                                  |                              | …                                              | …                                        |  |  |       |  |  |                                    |  |  |                                             |  |
|                                  |                              | …                                              | …                                        |  |  |       |  |  |                                    |  |  |                                             |  |
|                                  |                              | …                                              |                                          |  |  |       |  |  |                                    |  |  |                                             |  |